# Antoni Pruszewicz
Antoni Narcyz Pruszewicz (ur. 20 maja 1931 w Inowrocławiu, zm. 11 lipca 2024) – polski lekarz otolaryngolog, profesor, rektor AM w Poznaniu.

## Życiorys
W 1955 r. ukończył studia w Akademii Medycznej im. Karola Marcinkowskiego w Poznaniu, w 1980 r. uzyskał tytuł profesora nauk medycznych. Był zatrudniony w Katedrze i Klinice Foniatrii i Audiologii na I Wydziale Lekarskim Uniwersytetu Medycznego im. Karola Marcinkowskiego w Poznaniu.

## Odznaczenia
- Krzyż Oficerski Orderu Odrodzenia Polski (1997)[4]